# Мануш Романов
Мануш Романов е български общественик, режисьор и фолклорист.
Роден е през 1928 година в София в семейство на цигани мюсюлмани. Рожденото му име е Мустафа Алиев, през 40-те години е преименуван за кратко на Любен, а през т.нар. „Възродителен процес“ приема името Мануш Романов. Завършва режисура във Висшия институт за театрално изкуство и още като студент сътрудничи на просъществувалия за кратко Централен цигански театър „Рома“. След дипломирането си работи като театрален режисьор в Михайловград, Кърджали и Кюстендил. Събира цигански фолклорни песни и пише авторски стихове.
В края на 1989 година основава циганската организация Демократичен съюз „Рома“. На изборите през 1990 година е избран като кандидат на Съюза на демократичните сили за народен представител в VII велико народно събрание, а през следващата година участва в Протеста на тридесет и деветимата. Малко по-късно се оттегля от обществения живот и заминава за Турция.
Мануш Романов умира през 2004 година в Истанбул.